# Saratoga Springs (Utah)
Saratoga Springs é uma cidade  localizada no estado norte-americano de Utah, no Condado de Utah.

## Demografia
Segundo o censo norte-americano de 2000, a sua população era de 1003 habitantes.
Em 2006, foi estimada uma população de 7283, um aumento de 6280 (626.1%).

## Geografia
De acordo com o United States Census Bureau tem uma área de
26,8 km², dos quais 26,5 km² cobertos por terra e 0,3 km² cobertos por água. Saratoga Springs localiza-se a aproximadamente 1373 m acima do nível do mar.

## Localidades na vizinhança
O diagrama seguinte representa as localidades num raio de 16 km ao redor de Saratoga Springs.